# مارك هيوز (لاعب كرة قدم أيرلندي)
مارك هيوز (بالإنجليزية: Mark Hughes)‏ (28 أبريل 1993 في جمهورية أيرلندا - ) هو لاعب كرة قدم أيرلندي في مركز الوسط. شارك مع منتخب جمهورية أيرلندا لكرة القدم. أما مع النوادي، فقد لعب مع سكونثورب يونايتد.

## وصلات خارجية
- مارك هيوز على موقع قاعدة بيانات كرة القدم.إي يو (الإنجليزية)
- مارك هيوز على موقع Soccerbase.com (لاعب) (الإنجليزية)
- مارك هيوز على موقع Soccerway.com (الإنجليزية)